# Hemerobius hirsuticornis
Hemerobius hirsuticornis is een insect uit de familie van de bruine gaasvliegen (Hemerobiidae), die tot de orde netvleugeligen (Neuroptera) behoort. 
Hemerobius hirsuticornis is voor het eerst wetenschappelijk beschreven door Monserrat & Deretsky in 1999.